# Уотсон, Кристи
Кристи Уотсон (англ. Christie Watson, род. 1976, Стивенидж, Хартфордшир) — британская писательница и профессор медицинских гуманитарных наук в Университете Восточной Англии. Она проработала медсестрой более двадцати лет, прежде чем стать писателем. Она написала шесть книг, включая свой первый роман «Tiny Sunbirds Far Away» (2011), который получил премию Costa First Novel Award, и первые мемуары «The Language of Kindness» (2018), которые стали бестселлером номер один по версии Sunday Times. Её работы переведены на 23 языка и адаптированы для театра. Её последняя книга «Моральные травмы» в настоящее время (по состоянию на 2024 год) разрабатывается в формате телесериала.

## Карьера
Её карьера медсестры включала работу в больнице Грейт-Ормонд-стрит, больнице Святой Марии в Паддингтоне и больнице Гая и Святого Фомы. 
Она выиграла стипендию имени Малкольма Брэдбери, которая позволила ей получить степень магистра по литературному творчеству в Университете Восточной Англии, который она окончила в 2009 году. 
Её первый роман «Tiny Sunbirds Far Away» получил премию Costa First Novel Award на премии Costa Book Awards 2011 года. 
Её второй роман «Где женщины — короли» (2014) также получил признание критиков и был переведён на многие языки. 
В 2018 году она опубликовала мемуары «Язык доброты: история медсестры», которые транслировались как «Книга недели» на BBC Radio 4 в мае 2018 года и более пяти месяцев оставались в десятке бестселлеров по версии The Sunday Times. В 2018 году мемуары были названы книгой года по версии The Guardian, Sunday Times, The Daily Telegraph, The Times, New Statesman, Netgalley и The Reading Agency.
Уотсон опубликовала ещё две книги мемуаров, получившие признание критиков: «Мужество заботиться» и «Одеяло в огне», обе получившие пятизвёздочные отзывы критиков.
Weidenfeld & Nicolson приобрели три романа у Уотсон в рамках крупной сделки. Первая книга, «Моральные травмы», была опубликована в 2024 году и получила положительные отзывы, в том числе похвалу как лучший новый триллер. В настоящее время (по состоянию на 2024 год) разрабатывается как телесериал.

## Общественная деятельность
Уотсон живёт в Лондоне, Англия. Она сотрудничает со СМИ, включая The Guardian, The Telegraph, The New York Times, а также была приглашённым докладчиком на различных радио- и телешоу, включая BBC Radio 4 и BBC Radio 2, BBC News, Sky News, The Lorraine Show. 
Уотсон выступала с речами по всей Великобритании, включая программную речь на конференции Королевского колледжа медсестёр и TedX. 
Она регулярно появляется на литературных фестивалях, таких как Hay, Southbank и Edinburgh.
Кристи Уотсон — покровительница Фонда Королевского колледжа медсестёр.